# Prix Maurice-de-Nieuil
Groupe II
Le prix Maurice-de-Nieuil est une course de niveau groupe II ayant lieu annuellement sur l'hippodrome de Longchamp en juin. L'épreuve est disputée sur une distance de 2800 mètres et est ouverte aux chevaux de quatre ans et plus.

## Histoire
La course existe depuis 1920 et a d'abord été appelée prix des maréchaux. En 1949, la course prend le nom de Maurice de Nieuil, ancien président de la Société d'encouragement.

## Palmarès
| Année | Vainqueur        | Âge | Jockey               | Entraîneur             | Propriétaire                         | Temps   |
| ----- | ---------------- | --- | -------------------- | ---------------------- | ------------------------------------ | ------- |
| 2025  | Sibayan          | 4   | Mickaël Barzalona    | Francis-Henri Graffard | Aga Khan Studs                       | 2'55"01 |
| 2024  | Double Major     | 4   | Maxime Guyon         | Christophe Ferland     | Wertheimer & Frère                   | 2:56.45 |
| 2023  | The Good Man     | 6   | Alexis Pouchin       | Stéphane Wattel        | Adrian Pratt                         | 2:56.45 |
| 2022  | Quickthorn       | 5   | Tom Marqand          | H. Morrison            | Lady Blyth                           | 2:54.83 |
| 2021  | Valia            | 4   | Christophe Soumillon | Alain de Royer-Dupré   | HH Aga Khan IV                       | 3:08.40 |
| 2020  | Red Verdon       | 7   | Frankie Dettori      | Ed Dunlop              | Ronald Arculli                       | 3:09.05 |
| 2019  | Way To Paris     | 6   | Cristian Demuro      | Andrea Marcialis       | Paolo Ferrario                       | 3:00.29 |
| 2018  | Marmelo          | 5   | Christophe Soumillon | Hughie Morrison        | Fairy Story Partnership & Aziz Kheir | 3:05.59 |
| 2017  | Talismanic       | 4   | Mickael Barzalona    | André Fabre            | Godolphin                            | 2:58.40 |
| 2016  | Candarliya       | 4   | Christophe Soumillon | Alain de Royer-Dupré   | HH Aga Khan IV                       | 3:04.79 |
| 2015  | Walzertakt       | 6   | Francisco Da Silva   | Jean-Pierre Carvalho   | Gestüt Aesculap                      | 3:05.94 |
| 2014  | Terrubi          | 4   | Christophe Soumillon | Pascal Bary            | Ecurie J-L Bouchard                  | 3:08.82 |
| 2013  | Verema           | 4   | Christophe Lemaire   | Alain de Royer-Dupré   | HH Aga Khan IV                       | 3:00.01 |
| 2012  | Tac de Boistron  | 5   | Christophe Soumillon | Alain Lyon             | Alain Lyon                           | 3:04.85 |
| 2011  | Watar            | 6   | Davy Bonilla         | Freddy Head            | Hamdan Al Maktoum                    | 3:06.04 |
| 2010  | Blek             | 5   | Yohann Bourgois      | Élie Lellouche         | Alain Maubert                        | 3:03.20 |
| 2009  | Voila Ici        | 4   | Mirco Demuro         | Vittorio Caruso        | Scuderia Incolinx                    | 2:59.00 |
| 2008  | Incanto Dream    | 4   | Yann Lerner          | Carlos Lerner          | Louise Calamari                      | 2:57.10 |
| 2007  | Bussoni          | 6   | Christophe Soumillon | Hans Blume             | Stall Kaiserberg                     | 2:58.10 |
| 2006  | Bellamy Cay      | 4   | Kieren Fallon        | André Fabre            | Khalid Abdullah                      | 3:01.90 |
| 2005  | Ostankino        | 4   | Stéphane Pasquier    | Élie Lellouche         | Ecurie Wildenstein                   | 2:57.40 |
| 2004  | Forestier        | 4   | Christophe Lemaire   | Eric Danel             | Mrs René J. Wattinne                 | 3:26.60 |
| 2003  | Martaline        | 4   | Christophe Soumillon | André Fabre            | Khalid Abdullah                      | 2:55.10 |
| 2002  | Pushkin          | 4   | Dominique Bœuf       | Élie Lellouche         | Ecurie Wildenstein                   | 2:58.50 |
| 2001  | Generic          | 6   | Alain Junk           | Jean-Paul Gallorini    | Teodoro Biasioli                     | 3:00.00 |
| 2000  | War Game         | 4   | Olivier Peslier      | André Fabre            | Daniel Wildenstein                   | 2:38.40 |
| 1999  | Lucky Dream      | 5   | Thierry Thulliez     | Henri-Alex Pantall     | Christine Dutertre                   | 2:37.40 |
| 1998  | Public Purse     | 4   | Olivier Peslier      | André Fabre            | Khalid Abdullah                      | 2:39.30 |
| 1997  | Surgeon          | 4   | Cash Asmussen        | Jean de Roualle        | Knut Eng                             | 2:38.60 |
| 1996  | Darazari         | 3   | Gérald Mossé         | Alain de Royer-Dupré   | Aga Khan IV                          | 2:42.80 |
| 1995  | Partipral        | 6   | Dominique Bœuf       | Élie Lellouche         | Enrique Sarasola                     | 2:48.60 |
| 1994  | Aboline          | 3   | Cash Asmussen        | John Hammond           | Mrs Bryan Lynam                      | 2:39.40 |
| 1993  | Serrant          | 5   | Thierry Jarnet       | André Fabre            | Daniel Wildenstein                   | 2:41.00 |
| 1992  | Vert Amande      | 4   | Dominique Bœuf       | Élie Lellouche         | Enrique Sarasola                     | 2:36.80 |
| 1991  | Toulon           | 3   | Pat Eddery           | André Fabre            | Khalid Abdullah                      | 2:30.60 |
| 1990  | French Glory     | 4   | Pat Eddery           | André Fabre            | Khalid Abdullah                      | 2:35.30 |
| 1989  | Ibn Bey          | 5   | Richard Quinn        | Paul Cole              | Prince Fahd bin Salman               | 2:39.60 |
| 1988  | Merce Cunningham | 4   | Willie Carson        | Dick Hern              | Peter M. Brant                       | 2:40.20 |
| 1987  | River Memories   | 3   | Alain Lequeux        | Robert Collet          | Alan Clore                           | 2:36.10 |
| 1986  | Altayan          | 3   | Cash Asmussen        | Alain de Royer-Dupré   | Aga Khan IV                          | 2:44.50 |
| 1985  | Saint Estephe    | 3   | Alfred Gibert        | André Fabre            | Yan Houyvet                          | 2:38.20 |
| 1984  | Full of Stars    | 4   | Cash Asmussen        | François Boutin        | Peter Goulandris                     | 2:36.30 |
| 1983  | Load the Cannons | 3   | Alain Badel          | Olivier Douieb         | Bruce McNall                         | 2:39.80 |
| 1982  | All Along        | 3   | Serge Gorli          | Patrick Biancone       | Daniel Wildenstein                   | 2:46.60 |
| 1981  | Perrault         | 4   | Yves Saint-Martin    | Pierre Pelat           | Baron Thierry van Zuylen             | 2:38.40 |
| 1980  | Buckpoint        | 4   | Jean-Luc Kessas      | Bernard Sécly          | Madame Jean-Pierre Binet             |         |